# جنوبگان اروگوئه
جنوبگان اروگوئه (اسپانیایی: Antártida Uruguaya‎) بخشی از جنوبگان است که پروفسور خولیو سزار موسو معتقد است دولت اروگوئه باید حاکمیت خود را بر آن اعمال کند. جنوبگان اروگوئه محدودهٔ تعریف‌ شده و مشخصی ندارد و به عنوان یک ادعای سرزمینی نیز شناخته نمی‌شود، بلکه بیشتر به عنوان یک منطقهٔ طبیعی عملیات دریایی در اروگوئه شمرده می‌شد. اروگوئه به عنوان عضو مشاور، بخشی از سیستم پیمان جنوبگان است و در این پیمان طرح هرگونه ادعای سرزمینی رسمی در هر بخش از قاره جنوبگان محدود شده است.